# فرودگاه تکبانده پونتا فینال
 فرودگاه تکبانده پونتا فینال (به انگلیسی: Punta Final Airstrip) یک فرودگاه همگانی است که یک باند فرود خاک دارد و طول باند آن ۸۹۵ متر است. این فرودگاه در کشور مکزیک قرار دارد و در ارتفاع ۴ متری از سطح دریا واقع شده است.